# Tephritis posis
Tephritis posis
 es una especie de insecto díptero que Erich Martin Hering describió científicamente por primera vez en el año 1939.
Esta especie pertenece al género Tephritis de la familia Tephritidae.